# František Skála (1923)
František Skála (16. března 1923 Tuchlovice, Československo – 1. září 2011 Nové Strašecí, Česká republika) byl český sochař, malíř, grafik a ilustrátor, především dětských knih. Je znám svým kresleným humorem, ale i jako scenárista a autor námětů animovaných a loutkových filmů. Patří mezi tvůrce estetiky šedesátých let dvacátého století.

## Život a dílo
František Skála se narodil 16. března 1923 v Tuchlovicích nedaleko Kladna. V roce 1943 absolvoval Státní grafickou školu v Praze. Od roku 1944 pokračoval ve studiu na Vysoké škole uměleckoprůmyslové v Praze u Josefa Kaplického, Josefa Nováka a Emila Filly. Během studií absolvoval studijní cesty do Francie, Belgie, Rakouska, Maďarska, Polska, Sovětského svazu a Číny. Studium ukončil absolutoriem v roce 1949.
V počátku padesátých let dvacátého století se zapojil do činnosti Vysokoškolského uměleckého souboru v Praze nejen jako výtvarník, ale také jako zpěvák a tanečník.
Od roku 1947 začal pracovat jako karikaturista pro časopisu Dikobraz, následně ve výtvarných redakcích Literárních novin, Mladé fronty a Mladého světa. Obrázkové příběhy kreslil i pro dětské časopisy Mateřídouška a Sluníčko. Od roku 1956 se věnoval ilustracím a grafické úpravě knih, také pro děti a mládež. Jako výtvarník spolupracoval na desítkách titulů knih pro nakladatelství Mladá fronta a Albatros. Často používal perokresbu a barevný akvarel. Ilustroval leporela, povídky pro děti, klasické i moderní pohádky a naučné publikace. Zabýval se také keramickými návrhy a jejich realizací.
Od roku 1960 do roku 1969 byl členem umělecké skupiny Radar a svoje práce se skupinou vystavoval v Antverpách, Frankfurtu nad Mohanem, Havaně, Moskvě a Montréalu. Od roku 1963 pracoval jako samostatný výtvarník. V roce 1964 se stal členem satirické skupiny Polylegran. Zabýval se také plakátovou tvorbou, vytvořil plakáty k filmům Arsen Lupin, Chlap jako hora a dalším.
V roce 1962 začal František Skála pracovat v animovaném filmu. Mezi lety 1964 až 1983 se podílel jako výtvarník, ale i jako scenárista a autor námětů na výrobě dvaceti animovaných a loutkových filmů. Lze jmenovat Pokroky a vynálezy, Budiž světlo (1968), Parohy (1972), Prach a Broky (1973), Straka zlodějka (1976), Panika (1978). Kreslil většinou komické typy venkovanů a myslivců. Měl velkou úctu k lidské práci a patřil mezi vynikající znalce lidového umění. Obdivoval nejen venkovské chalupy, ale i výrobky hrnčířů, truhlářů nebo kovářů. Vedle výtvarného umění se zabýval také archeologií.
Koncem šedesátých a začátkem sedmdesátých let spolupracoval s architekty na výtvarném řešení několika historických hospod (Český Těšín, Kutná Hora a Tábor) a prodejen. Spolu s přítelem Dobroslavem Follem vytvořil originální interiér historické restaurace U Dačického v Kutné Hoře.
V roce 2009 vydal vzpomínkovou knihu Není šprochu, aby na něm nebylo pravdy trochu. V Novém Strašecí, kde prožil poslední léta svého života, uspořádal v roce 2010 výstavu pod názvem „Myslivecké motivy“. Zemřel 1. září roku 2011 ve věku 88 let.

## Tvorba
Jeho ilustrátorská tvorba se opírala především o folklór, žánr lidového humoru a prvky satiry. Vzor pro jeho tvorbu lze nalézt v humoristické kresbě Josefa Lady nebo také u jeho učitele Antonína Strnadela (například ilustrace v Cikánských pohádkách).